# Georgiska superligan
Georgiska superligan (georgiska: საქართველოს სუპერლიგა, Sakartvelos superliga) även känt som georgiska högstaligan är den högsta ligan för professionell basket i Georgien. Idag består ligan av nio lag, där majoriteten kommer från huvudstaden Tbilisi.

## Klubbar
- Armia
- Avia Tbilisi
- Dinamo Tbilisi BK
- Energy Invest Rustavi
- GSAU Tbilisi
- Maccabi Brinkford Tbilisi
- NTD Tbilisi
- TSU Tbilisi BC
- Basco Batumi
- Imedi Tbilisi